# Ahmadou Kourouma
Ahmadou Kourouma (Boundiali, 24 novembre 1927 – Lione, 11 dicembre 2003) è stato uno scrittore ivoriano.

## Vita
Figlio maggiore di una famiglia distinta di Malinké, nacque in Costa d'Avorio nel 1927, fu cresciuto da uno zio e incominciò gli studi nel Mali, presso la capitale Bamako. Dal 1950 al 1954, quando il suo Paese era sotto la dominazione coloniale, partecipò con l'esercito francese alla campagna militare in Indocina, dopodiché soggiornò a Lione in Francia per studiare matematica. Proprio in questa località francese incontrò una giovane lionese che divenne sua moglie. Ritornò in Costa d'Avorio nel 1960, dopo che il suo Paese ottenne l'indipendenza, però si mostrò critico nei confronti del governo di Félix Houphouët-Boigny e venne arrestato.
Fu costretto a lasciare il Paese nel 1963, accusato falsamente di aver partecipato a una "cospirazione", e trascorse molti anni in esilio, dapprima in Algeria (1964-1969), poi in Camerun (1974-1984) e infine in Togo (1984-1994), prima di ritornare, finalmente, in Costa d'Avorio. Allo scoppio della guerra civile in Costa d'Avorio, nel 2002, Kourouma criticò le ostilità così come l'ondata di nazionalismo, definendolo "una assurdità che porta al caos". Peraltro, in quel frangente, il presidente Laurent Gbagbo lo accusò di appoggiare i gruppi ribelli del Nord del Paese.

## Opere e pensiero
Kourouma non è stato uno scrittore prolifico però è considerato uno dei più significativi autori africani contemporanei. Dopo aver conquistato, da decenni, il mercato francofono, dopo essere stato acclamato dai critici e aver ottenuto vari riconoscimenti come il "Prix Renaudot" nel 2000, da qualche anno le sue opere si stanno diffondendo anche sul mercato in lingua inglese.
Determinato a parlar chiaro contro il tradimento delle legittime aspirazioni africane all'alba dell'indipendenza, Kourouma si dette sperimentalmente alla narrativa e scrisse il suo primo romanzo, "I Soli dell'Indipendenza", opera dapprima rifiutata dalle case editoriali francesi e che solamente dopo una sua vittoria a un concorso letterario organizzato dall'Università di Montréal, ottenne una sua giusta distribuzione. 
I libri di Kourouma offrono un ampio ritratto dell'Africa occidentale nel XX secolo. Egli si occupa anche dei regimi che governano, nel bene e nel male, sulla regione e sui molteplici cambiamenti che interessano quelle aree nel corso del secolo. Si tratta di un ritratto significativo di una regione che non è molto nota in Europa e in America. Kourouma usa la satira - in maniera appropriata, ma con forza. È acuto, a volte tagliente, puntuale nei suoi esempi e nella presentazione. A volte alcuni suoi scritti possono apparire grezzi e semplici: egli non si attarda in finezze, ma presenta ponderose quantità di materiale dove, tuttavia, non mancano dettagli e pennellate sottili. Nelle novelle di Kourouma il lato selvaggio, misterioso e magico si intreccia con il realismo, la tecnica narrativa europea si combina con le modalità espressive tradizionali africane e tutto l'insieme è influenzato dalla letteratura orale.
È da segnalare il romanzo Allah n'est pas obligé (2000), che racconta l'odissea di un bambino soldato ambientato nello scenario delle guerre civili della Sierra Leone e Liberia.

## Opere principali

### Teatro
- Tougnantigui ou le Diseur de vérité, censurata dopo qualche rappresentazione ad Abidjan nel 1972, riproposta nel 1996, poi rivisitata nel 1998 con Acoria.

### Romanzi
- I soli delle indipendenze (Les soleils des indépendances, 1968), Edizioni e/o, Roma 2005
- Monnè, oltraggi e provocazioni (Monnè, outrages et défis) (1990), Epoché, 2005
- Aspettando il voto delle bestie selvagge (En attendant le vote des bêtes sauvages, 1998), Edizioni e/o, Roma 2001
- Allah non è mica obbligato (Allah n'est pas obligé, 2000), Edizioni e/o, Roma 2002

### Opere per bambini
- Yacouba, chasseur africain (1998, coll. Folio Junior, illustrazioni di Claude e Denise Millet)
- Le griot, homme de parole (2000)
- Le chasseur, héros africain (2000)
- Le forgeron, homme de savoir (2000)
- Prince, suzerain actif (2000)